# Смолянка (Казахстан)
Смоля́нка (каз. Смолянка) — село у складі Уланського району Східноказахстанської області Казахстану. Входить до складу Огнєвської селищної адміністрації.
Населення — 64 особи (2021; 53 у 2009, 80 у 1999, 65 у 1989).
Національний склад станом на 1989 рік:
- росіяни — 100 %